# اپلباخ
اپلباخ (به آلمانی: Appelbach) یک رود در آلمان است که در راینلاند-فالتس واقع شده‌است.